# Kasparov–Karpov
Garri Kasparov och Anatolij Karpov, båda tävlande för Sovjetunionen, spelade en rad schackmatcher mot varandra under 1980- och 1990-talen.

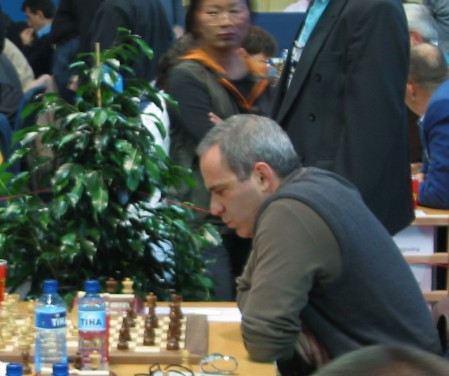
Garri Kasparov

Anatolij Karpov

## Första matchen
Första matchen mellan Kasparov och Karpov startade 10 september 1984 och skulle bli den längsta matchen i VM-schackets historia. Alla visste vid det här laget om den 21-årige utmanaren Kasparovs potential efter att han stormat fram mot toppen via flera turneringssegrar och imponerande spel i de så kallade kandidatmatcherna, ett slags utslagsmatcher om rätten att få möta världsmästaren Karpov. Matchformatet var först till sex segrar och ingen begränsning i antal partier, något som skulle visa sig få svåra sportsliga konsekvenser för den 33-årige Karpov som före matchen ändå fick gälla som favorit. Karpov var 1984 schackvärldens dominant och få trodde att Kasparov kunde rå på honom. 
Matchen började illa för Kasparov. Världsmästaren hade givetvis specialstuderat den unge utmanarens öppningar och efter mycket övertygande spel kunde Karpov inkassera flera vinster med de vita pjäserna i Kasparovs favoritförsvar. Tarraschförsvaret i damgambit och sicilianskt. Viktor Kortjnoj som Karpov besegrade i VM-matchen 1978 och 1981 hade varnat Kasparov för att spela med isolerad dambonde mot Karpov, precis den typ av ställning som resulterar i tarraschförsvaret i damgambit. "Det är som att ta gift" menade Kortjnoj. Kasparov valde dumdristigt nog att hålla fast vid sina öppningar, något som Karpov profiterade på samtidigt som han tycktes spela perfekt schack utan ansträngning. Resultatet var en imponerande 4–0-ledning redan efter 9 partier. Kasparov var nere för räkning och få trodde att han skulle förmå resa sig. 
Utmanaren lade om taktik och bytte till andra försvar i damgambit vilket stabiliserade spelet betydligt och en lång rad remier följde. I det 27:e matchpartiet kunde Karpov till slut få hål på Kasparovs nya försvar i damgambit och inkassera ännu en vinst. Vid ställningen 5–0 behövde den regerande världsmästaren bara ytterligare en seger för att nå de sex vinster som därmed skulle säkra titeln. 
Kasparov vägrade dock ge sig och visade att stabiliseringen av spelet inte var en tillfällighet genom att fortsätta hålla remi förhållandevis enkelt med svart. Utmanaren verkade spela på uttröttningstaktik väl medveten om att den 12 år äldre Karpov inte hade samma fysik. I en intervju uttalade Karpov de berömda orden "Jag spelar hellre svart men min motståndare spelar inte alls." I det 32:a matchpartiet kunde Kasparov till slut inkassera sin första seger efter ett svagt öppningsspel av världsmästaren. Trendbrottet visade sig dock kortvarigt och en ny remirad inleddes.
I Moskva hade vintern hunnit anlända när Karpov efter klara utmattningssymptom den 27 januari 1985 förlorade det 47:e och därefter även det 48:e partiet efter svagt spel. Kasparov hade äntligen efter rekordlånga fyra och en halv månaders spel fått grepp om Karpov som inte stod att känna igen. Det 48:e partiet skulle överraskande visa sig bli det sista. Världsschackförbundets president Florencio Campomanes bröt matchen vid ställningen 5–3 i Karpovs favör efter protester från bägge spelarna som båda vill fortsätta. Karpov signerade någon form av överenskommelse där han accepterade beslutet att avbryta matchen. Kasparov vägrade och anklagade Karpov och Campomanes för att vara i maskopi.
Ännu idag diskuteras huruvida Kasparov skulle haft en reell chans att vinna matchen. Vad man säkert kan säga är att det omoderna matchformatet med obegränsat antal partier och först till sex segrar begravdes i och med denna match. Känt är också Karpovs dramatiska viktminskning under matchen som uppskattades till mer än 10 kg och att han efter matchen fick tillbringa tre månader på kurort för återhämtning.
En returmatch arrangerades redan på hösten 1985. Till denna match hade ett begränsat antal partier om 24 stycken bestämts. Det var en återgång till ett klassiskt format som använts till exempel i Reykjavik 1972 i den kanske mest kända av alla VM-matcher: den mellan amerikanen Bobby Fischer och ryssen Boris Spasskij.

## Andra matchen
1985 kom Kasparov väl förberedd, motiverad och stärkt av vad många anser vara den bästa träning han någonsin kunnat få och som ingen annan fått före honom: 48 hårda träningspartier mot Karpov året innan. I returmatchen visade sig Kasparov starkast och vann med 13–11. Kasparov hade vid 22 års ålder erövrat världsmästartiteln i schack, vilket var rekord.

## Tredje matchen
1986 års returmatch blev jämn och slutade 12,5–11,5 i Kasparovs favör. I denna match vann Karpov tre partier i rad för att därmed utjämna matchställningen. Karpovs segersvit i matchparti 17–19 är fortfarande ett rekord för VM-matcher i schack. Karpov behövde dock ytterligare en seger eftersom världsmästaren behöll titeln efter oavgjort resultat 12–12. Kasparov kunde dock efter storartat spel vinna matchparti 22 och därmed också titeln.

## Fjärde matchen
1987 års returmatch skulle visa sig bli den jämnaste och mest spännande matchen mellan de två. Efter 22 partier var ställningen 11–11. Efter lugnt och metodiskt spel i ett svårbedömt mittspel vann Karpov matchparti 23 och tog ledningen med 12–11. Kasparov var alltså tvungen att vinna det 24:e och sista matchpartiet för att nå oavgjort och därmed behålla titeln. Det intressanta med matchparti 24 är att det var ett stilla och positionellt spelat parti. Kasparov, känd för sina många briljanta angreppspartier och fruktad av sina motståndare för sin förståelse av dynamiska och svåra ställningar, spelade det sista matchpartiet precis som den positionelle Karpov skulle ha gjort.
Kasparov hade i sin karriär öppnat de flesta av sina partier med 1. e4 men i det viktigaste partiet i sin karriär valde han överraskande 1. c4 och vann. Kasparov visade också med vinsten i 24:e matchpartiet upp andra starka egenskaper som schackspelare: en oerhörd koncentrationsförmåga kombinerat med vinnarinstinkt. Givetvis var också valet av 1. c2–c4 i det sista partiet av psykologisk karaktär. Karpov hade säkerligen väntat sig 1. e4 och anstormning mot kungen men Kasparovs val av öppning som ledde till ett spel utan forcerade varianter ställde Karpov inför fler val. Kasparov var väl medveten om sin motståndares skicklighet i att försvara sig, så istället för att anfalla och tvinga Karpov att göra drag som bygger på uteslutningsprincipen höll han spelet flytande och lät Karpov ha många val för hur han skulle byta pjäser för att nå remin.
Till exempel så är 9. ... Se4 med idén att byta springare på c3, eller så som skedde i partiet löparen på f6, redan ett misstag. 9...dxc4 hade varit bättre. Kasparovs svar 10. Se2! och sedan 11. d3 skapar problem för Karpov. Efter 14.cxd5 ! skaffar sig Kasparov strukturell fördel på damflygeln. Karpov svar 14...Lxd5?! som tjänar till att behålla diagonalen h1-a8 öppen för pjäsbyten förstorar Kasparovs fördel eftersom det ger vit övervikt i centrum. 15...c5 ?! gör Karpov sårbar på d-linjen och leder till att han måste byta löparen mot springare på f3 med 17...Lxf3. Sakta men säkert växer Kasparovs fördel till sig. 21. b4! är mycket starkt och vit har klar fördel efter det öppnande draget. Karpovs ställning är svår när han begår ett allvarligt misstag med 31...Sxa4? Till exempel hotar Kasparov att tränga in med springaren på c6. Kasparov väl medveten om att hans ställning är mycket lovande missar pjäsvinst med 32. Db5 Kf8 33. Sc6 Da8 34. Dd3 Se7 35. Da3! Tydligen har även Kasparov nerver men efter 33. Dd1 som leder till bondevinst räcker fördelen med marginal för att bärga hela poängen och matchen. 
Karpov kom aldrig närmare än så att åter besitta schacktronen. En remi hade räckt i detta 24:e och avgörande parti men Kasparov triumferade i såväl schackliga som psykologiska aspekter när det gällde som allra mest.

## Femte matchen
Sista gången de två schackgiganterna möttes var i New York/Lyon 1990 (städerna delade på arrangörskapet). Även denna gång blev det jämnt, 12,5–11,5 i Kasparovs favör.